# إلبريدج (نيويورك)
إلبريدج (بالإنجليزية: Elbridge, New York)‏ هي بلدة أمريكية تقع في الولايات المتحدة في نيويورك (ولاية). يقدر عدد سكانها بـ 5,922 نسمة .